# Рочела Јоника
Рочела Јоника (итал. Roccella Ionica) је насеље у Италији у округу Ређо ди Калабрија, региону Калабрија.
Према процени из 2011. у насељу је живело 6004 становника. Насеље се налази на надморској висини од 16 м.

## Становништво
Према резултатима пописа становништва 2011. у општини је живело 6.434 становника.
| 1931. | 1936. | 1951. | 1961. | 1971. | 1981. | 1991. | 2001. | 2011. |
| ----- | ----- | ----- | ----- | ----- | ----- | ----- | ----- | ----- |
| 7.807 | 7.645 | 8.128 | 7.021 | 6.689 | 6.871 | 7.121 | 6.762 | 6.434 |

## Партнерски градови
- Арко